# Guča
Pour l’article homonyme, voir Guča Gora.
Guča ou Goutcha (en serbe cyrillique : Гуча) est une ville de Serbie. Elle est située dans la municipalité de Lučani, district de Moravica. Au recensement de 2011, elle comptait 1 768 habitants.

## Géographie
Guča est située dans le centre-ouest de la Serbie, à 175 km au sud de Belgrade, non loin de la route qui relie Belgrade à Podgorica.

## Démographie

### Évolution historique de la population
| 1948 | 1953 | 1961 | 1971  | 1981  | 1991  | 2002  | 2011  |
| ---- | ---- | ---- | ----- | ----- | ----- | ----- | ----- |
| 601  | 754  | 932  | 1 378 | 1 852 | 2 026 | 2 022 | 1 768 |

|  |

#### Pyramide des âges (2002)
| Hommes | Classe d’âge | Femmes |
| ------ | ------------ | ------ |
| 27     | 75 et plus   | 32     |
| 32     | 70-74        | 34     |
| 51     | 65-69        | 54     |
| 51     | 60-64        | 61     |
| 56     | 55-59        | 63     |
| 90     | 50-54        | 75     |
| 95     | 45-49        | 125    |
| 76     | 40-44        | 83     |
| 62     | 35-39        | 76     |
| 57     | 30-34        | 63     |
| 64     | 25-29        | 72     |
| 58     | 20-24        | 83     |
| 91     | 15-19        | 76     |
| 56     | 10-14        | 60     |
| 64     | 5-9          | 43     |
| 43     | 0-4          | 43     |

## Le festival de Guča

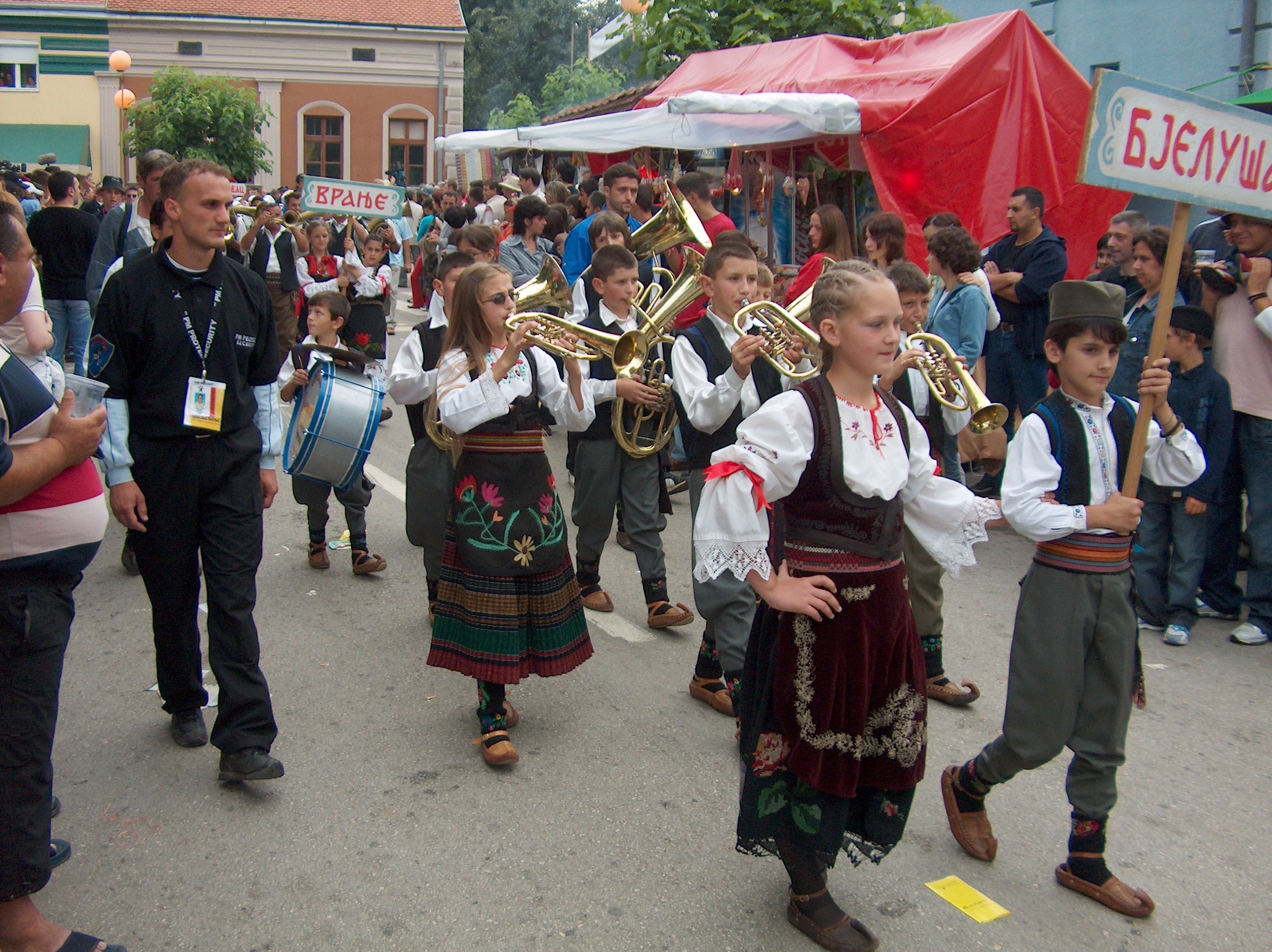
Défilé folklorique pendant le festival de trompette de Guča

La ville de Guča est célèbre en Serbie, dans les Balkans et dans le Monde pour son festival de trompettes, auquel participent plusieurs centaines de milliers de visiteurs chaque année 600 000 visiteurs en 2009, dont 50 000 touristes  .

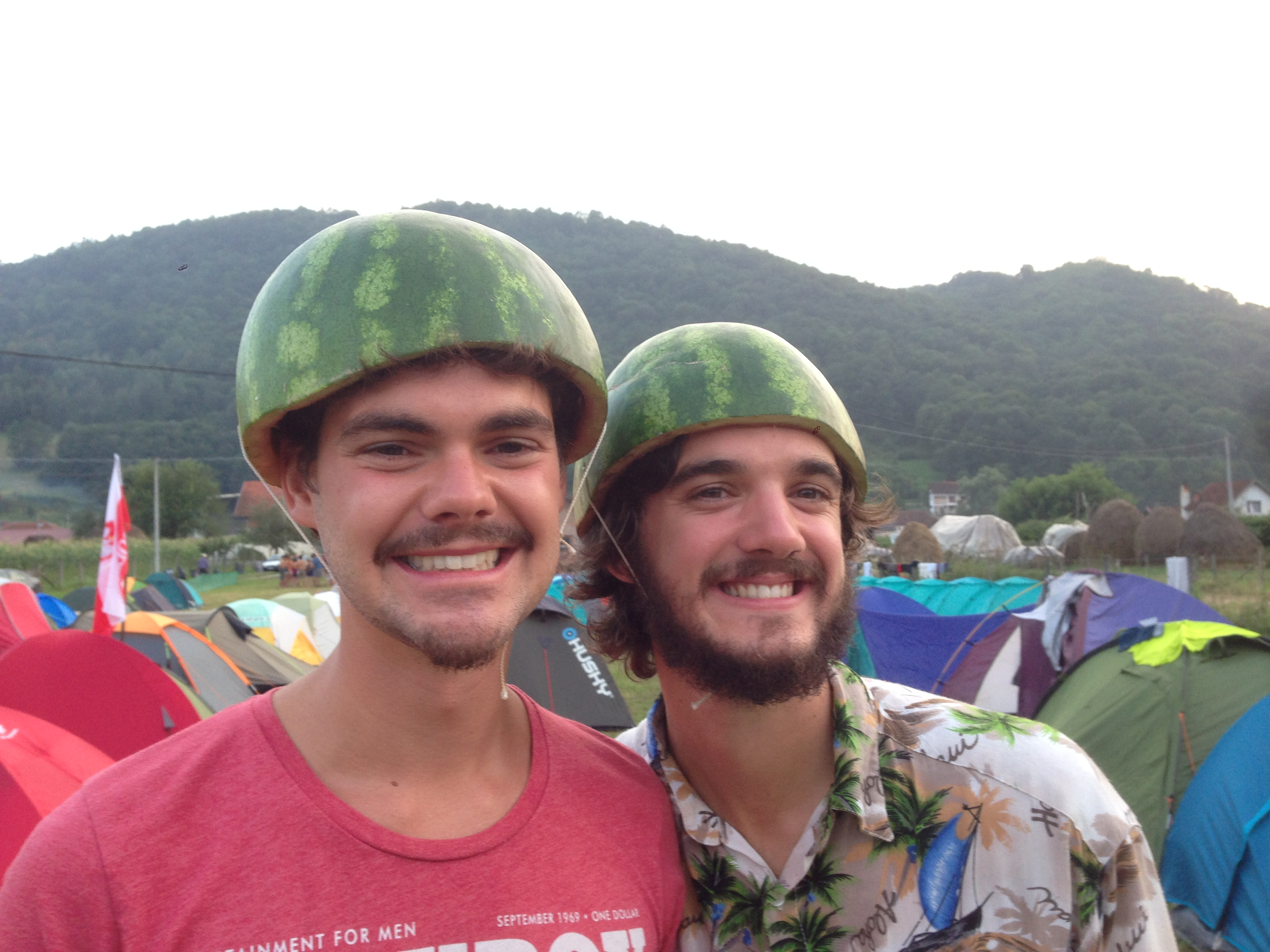
Festivaliers du Guča Festival 2014

La traditionnelle trompette de Dragačevo - qui existe depuis presque 200 ans malgré les changements politiques et sociaux - est devenue célèbre dans le monde entier. L’amour des habitants de la région de Dragačevo pour la musique - surtout pour la trompette - a commencé sous le règne du prince Miloš Obrenović qui a exigé, en 1831, la création d'un orchestre militaire. La trompette s’est imposée, jusqu'à nos jours, comme l’instrument le plus connu qui accompagne les fêtes traditionnelles. Le son de la trompette accompagnait jadis en Serbie les grands évènements de la vie : naissances, baptêmes, mariages, slava (la fête de Saint protecteur de la maison), le départ à l’armée, les fêtes de l'État et de l'Église, les récoltes, les vendanges et les funérailles. À chaque événement correspond une musique spécifique conservant l’esprit de la tradition.
Le premier rassemblement des joueurs de trompette de Dragačevo a eu lieu, en octobre 1961, dans le jardin de l’église des Saints Michel et Gabriel à Guča. Depuis lors, il est organisé chaque année. Au début, il s'agissait d'un petit rassemblement organisé par la municipalité et les autorités politiques locales de l’époque. Mais le rassemblement a grandi et son influence a dépassé le cadre local puis national.
Le festival est aussi un rassemblement de maîtres de cérémonie et de peintres.
Lors du festival, on peut entendre des musiques très diverses provenant de différentes régions et jouées pour différentes occasions mais elles sont toujours liées aux mélodies traditionnelles. Les participants - tant les joueurs que les spectateurs - viennent non seulement de Serbie mais aussi du reste de l'Europe et d'Amérique. Les joueurs de trompette virtuoses sont, la plupart du temps, des artistes autodidactes. Ils jouent souvent à l'oreille, spontanément, avec le cœur et l’âme, mais cela n'enlève rien à la qualité de leur prestation.
Après 45 années d'organisation du festival, celui-ci a gagné sa place dans le monde des festivals de musique. Boban Marković, Milan Mladenović, Ekrem Sajdić, Elvis Ajdinović, Fejat et Zoran Sejdić ont rendu célèbre le festival de trompette de Guča dans le monde entier. Lors d'une visite au festival, Miles Davis a dit : « Je ne savais pas qu’on pouvait jouer la trompette de cette façon ».
Le réalisateur serbe Dušan Milić en a tiré le sujet de son film Gucha, la trompette d'or (2006).

## Économie
L'économie de Guča tient en partie des bénéfices du festival de trompette. Pour l'occasion, les habitants ayant un terrain proche du centre du village louent chambres et carrés de jardin pour les campeurs (et vous attendent dès la sortie du bus pour vous proposer un hébergement entre 5 et 7 € la nuit par personne pour une tente), cuisinent des potées au choux et au porc qu'ils vendent en portion, et vendent leur rakia maison.